# Nemzetközi Virtuális Katalógustár
A Nemzetközi Virtuális Katalógustár, angolul: Virtual International Authority File, röviden: VIAF egy, az Online Számítógépes Könyvtári Központ (Online Computer Library Center, OCLC) által üzemeltetett, nyilvános katalógusrendszer. Célja a különböző nyelvterületek eltérő katalogizálási szabályai alapján kialakított névanyagok egész világon elérhető virtuális katalógusba rendezése. A Nemzetközi Virtuális Katalógustár az országonként, nyelvenként, hagyományokként eltérő névvariánsokat és személyekhez tartozó adattartalmakat kapcsolja össze. A világ 84 országában és régiójában az Online Számítógépes Könyvtári Központ több mint 25 900 tagszervezete vesz részt a Nemzetközi Virtuális Katalógustár működtetésében.

## Használata Magyarországon
Az Országos Széchényi Könyvtár 2013. július 16-tól folyamatosan felveszi az egyes művek szerzőinek VIAF-azonosítóját. A Nemzetközi Virtuális Katalógustárra mutató linket a katalóguscédula menüpont alatt a CÉDULA lapon a szerző neve után megjelenő ikon jelzi, míg a CÍMKÉS cédulán a VIAF ID sorban található meg a belinkelt azonosító.